# Tommy Hannan
Thomas Hannan, detto Tommy (Baltimora, 14 gennaio 1980) è un ex nuotatore statunitense.

## Carriera
Ha fatto parte, anche se solo in batteria, della staffetta 4x100m misti che ha vinto la medaglia d'oro alle Olimpiadi di Sydney 2000.

## Palmarès
- Giochi olimpici

Sydney 2000: oro nella 4x100m misti.